# Slovo patsana. Krov na asfalte
Slovo patsana. Krov na asfalte (em russo:  Слово пацана. Кровь на асфальте, transl. Slovo patsana. Krov na asfalte; em inglês:  The Boy's Word: Blood on the Asphalt) é uma série de televisão russa de drama de 2023, dirigida por Zhora Kryzhovnikov e escrita por Kryzhovnikov e Andrey Zolotarev. É baseada no romance "The Boy's Word: Criminal Tatarstan 1970-2010s", de Robert Garaev, sobre o Fenômeno de Kazan. A série ganhou grande popularidade na Rússia e em outros países pós-soviéticos. Fez grande sucesso tanto na Rùssia, como na Ucrânia.

## Enredo
A série se passa em Kazan, capital da República Autônoma do Tartaristão, na época soviética, no final dos anos 1980. Nas ruas da cidade, gangues juvenis disputam território, criando uma moral e regras das ruas.
O protagonista, Andrei, de catorze anos, mora com a mãe e a irmã de cinco anos. Ele estuda em uma escola de música e diariamente é intimidado por integrantes de gangues. Andrei faz amizade com um deles, Marat. A nova amizade o fará mergulhar no mundo das ruas. A única coisa que importa para eles são os juramentos feitos ao "pessoal" (os integrantes dos grupos), a "palavra de honra", com seu código de honra e conduta.
Ao mesmo tempo, desenvolvem-se histórias de relacionamento entre os principais personagens: Andrei e a jovem funcionária da inspetoria para assuntos de menores, Irina Sergeyevna; Marat e a estudante Aigul; e o líder da "Universam" Vova Adidas e a enfermeira Natasha.

## Elenco

### Principal
- Ivan Yankovsky como Vova "Adidas" Suvorov (em russo:  Вова "Адидас" Суворов)

Líder da gangue "Universam" e irmão mais velho de Marat.
- Ruzil Minekayev como Marat "Adidas" Suvorov (em russo:  Марат "Адидас-младший" Суворов )

Membro da gangue "Universam", irmão mais novo de Vova.
- Leon Kemstach como Andrei "Casaco" Vasiliev (em russo:  Андрей "Пальто" Васильев)

Novo membro da gangue "Universam".

### Restante do Elenco

#### Pessoas ao redor dos irmãos Suvorov
- Elizaveta Bazykina como Natasha Rudakova (em russo:  Наташа Рудакова)

Enfermeira, namorada de Vova.
- Anna Peresild como Aigul Akhmerova (em russo:  Айгуль Ахмерова)

Estudante, namorada de Marat.
- Serge Burunov como Kirill Suvorov (em russo:  Кирилл Суворов)

Pai de Vova e Marat.
- Svetlana Smirnova-Katsagadzhieva como Dilyara (em russo:  Диляра)

Mãe de Marat, madrasta de Vova.
- Ildus Abrahmanov como Renat (em russo:  Ренат)

Pai de Aigul.
- Ruslana Doronina como mãe de Aigul.

#### Pessoas ao redor de Andrei
- Anastasiya Krasovskaya como Irina Sergeevna (em russo:  Ирина Сергеевна)

Inspetora juvenil, aparentemente tem interesse por Andrei.
- Yuliya Aleksandrova como Svetlana Mikhailovna (em russo:  Светлана Михайловна)

Mãe de Andrei.
- Varvara Kuprina como Yulia (em russo:  Юля)

A irmã mais nova de Andrey.
- Grigory Dudnik como Iskander (em russo:  Искандер)

Ex-amigo de Andrei, membro da gangue "Razyezd".

### Outros
- Anton Vasiliev como Ildar Yunusovich (em russo:  Ильдар Юнусович)

Oficial de polícia.
- Nikita Kologrivyy como "Kashchei" (em russo:  Кащей)

Ex-líder da gangue "Universam".
- Lev Zulkarnaev como Vakhit "Zima" Zimaletdinov (em russo:  Вахит "Зима" Зималетдинов)

Um dos “veteranos” da gangue “Universam”.
- Slava Kopeykin como Valera "Turbo" Turkin (em russo:  Валера "Турбо" Туркин)

Um dos “veteranos” da gangue “Universam”.
- Ivan Makarevich como "John" (em russo:  Джон)

Vocalista de um grupo musical.
- Alexander Samoylenko Jr. como Denis Konevich (em russo:  Денис Коневич)

Chefe do destacamento operacional de vigilantes do Komsomol .
- Nikita Manets como Kirill (em russo:  Кирилл)

Ex-membro da gangue "Universam".
- Yaroslav Mogilnikov como Misha "Yeralash" Tilkin (em russo:  Миша "Ералаш" Тилькин )

Membro da gangue "Universam".
- Albert Tavabilov como Albert "Lampa" Salikhov (em russo:  Альберт "Лампа" Салихов)

Membro da gangue "Universam".
- Andrei Maksimov como "Zhyoltyy" (em russo:  Жёлтый)

Líder da gangue "Dom Byta".
- Vladimir Vinogradov como proprietário de um salão de vídeo.
- Natalia Potapova como Flyura Gabdulovna (em russo:  Флюра Габдуловна)

Vice-diretora da escola.
- Olga Lapshina como Nina

Tia de Natasha, mãe de Zhyoltyy.
- Lydia Ilyina como Polina Filippovna (em russo:  Полина Филипповна)

Avó de Yeralash.

## Produção
Em dezembro de 2023, o roteirista da série, Andrey Zolotarev, contou que tem preparado material para duas novas temporadas da série.

## Trilha sonora
| Banda/Artista             | Música                        |
| ------------------------- | ----------------------------- |
| Aigel                     | Ryala                         |
| Laskovyi Mai              | Sedaya Noch                   |
| Laskovyi Mai              | Rozyovyi Vecher               |
| Laskovyi Mai              | Nu, Chto Zhe Ty               |
| Laskovyi Mai              | Belye Rozy                    |
| Basta                     | Na zare (Alians cover)        |
| Mirazh                    | Novyy geroy                   |
| Mirazh                    | Ya Ne Shuchu                  |
| Mirazh                    | Snova Vmeste                  |
| Mirazh                    | Solnechnoe Leto               |
| Mirazh                    | Muzyka Nas Svyazala           |
| Kombinatsiya              | Ne Zabyvay                    |
| Villy Tokarev             | Rybakskaya                    |
| Villy Tokarev             | V Shumnom Balagane            |
| Kino / Viktor Tsoi        | Khotchu Peremen!              |
| Stas Namin i Tsvety       | Bogatyirskaya Sila            |
| Igor Tolkov               | Letniy Dozhd                  |
| Forum                     | Ostrovok                      |
| Yegor Letov               | Zoopark                       |
| Arkadiy Severnyy          | Vot s Zhenoy Kak-to Raz       |
| Aleksandr Serov           | Kak Byt                       |
| Mark Bernes               | Lyubimyy Gorod                |
| Vladimir Kuzmin           | Toliko Ty i Ya                |
| Kris Kelmi                | Nochnoe Randevu               |
| Nautilus Pompilius        | Ya Khochu Byt s Toboy         |
| Vyacheslav Konstantinov   | Afganistan (Prishyol Prikaz…) |
| Trio "Meridian"           | Vokaliz                       |
| Vladimir Vysotskiy        | Dorogaya Peredacha            |
| Sekret                    | Moya lyubov na Ryatom Etazhe  |
| Tatyana i Sergey Nikitiny | Pod Muzyku Vivaldi            |
| Solovyova, Ziborov        | Kotylu                        |

## História da Criação

### Preparação
O enredo da série é baseado no fenômeno de Kazan, nome como ficaram conhecidos os grupos criminosos que surgiram em Kazan nos anos 1970, compostos principalmente por menores de idade. O diretor e co-roteirista Zhora Kryzhovnikov e o co-roteirista Andrey Zolotaryov basearam-se no livro "Slovo patsana. Kriminalnyy Tatarstan 1970—2010-kh", de Robert Garaev, publicado pela primeira vez em 2020 (em português. literalmente, o título do livro significa: Palavra de honra dos jovens. Criminalidade no Tartaristão 1970-2010). O autor do livro, Robert Garaev, atuou como consultor da série. O protagonista Andrei é baseado no próprio Garaev, que fez parte de uma gangue após uma professora pedir a ele para ajudar dois integrantes nos estudos, e se tornando amigo deles.
Segundo Andrey Zolotaryov, a preparação para as filmagens durou quase seis meses. Junto com Kryzhovnikov, eles estudaram materiais sobre o "fenômeno de Kazan", entrevistaram ex-membros de gangues e policiais. Kryzhovnikov afirmou que leu e assistiu a tudo o que existe sobre o fenômeno de Kazan" e, ao se preparar para as filmagens, assistiu a um grande número de episódios dos programas 'Vremya' e 'Vzglyad', e leu todos os números das revistas 'Ogonek' e 'Smena', dos anos 1988-1989". Da mesma forma, a figurinista Daria Fomina estudou meticulosamente o período soviético e buscando ideias para os figurinos; as roupas foram encontradas em mercados de pulgas e em lojas de fantasias. Por exemplo, o visual de Andrei nos primeiros episódios, quando ele usava um casaco cinza com uma gola escura e um gorro ushanka, foi inspirado no personagem principal do filme de Vadim Abdrashitov "O Jogo Perigoso". No total, os figurinistas da série vestiram mais de 1100 personagens, incluindo os figurantes.

### Filmagens
Em fevereiro de 2022, em Kazan, foi realizado o casting para a série. 240 pessoas foram selecionadas em meio a quase 1200 pessoas interessadas. Segundo Robert Garaev, as autoridades locais se opuseram às filmagens em Kazan. Por isso, as filmagens foram realizadas na cidade de Yaroslavl. Segundo o ator Lev Zulkarnaev, ele inicialmente fez o teste para o papel de Zima, e não tinha vontade de interpretar outro personagem na série. Ele afirmou ainda que o personagem Zima, mudou um pouco em relação ao roteiro inicial graças a ele, que trouxe "leveza, ironia e humanidade" ao personagem. A produção foi realizada pelas empresas Toomuch Production, NMG Studio e NTV.
Ainda em fevereiro de 2022, a promotora de direitos da criança do Tartaristão, Irina Volynets, anunciou que tinha a intenção de buscar proibir a série caso ela glorificasse os membros de grupos criminosos de Kazan. Ela também afirmou que seria desejável que a série não fosse feita. Em apoio às filmagens, o conselheiro do ministro da Cultura do Tartaristão, Niyaz Iglamov, e o vice-chefe do Departamento de Busca Criminal do Ministério do Interior da República do Tartaristão, Alexander Avvakumov, afirmaram que um filme sobre o fenômeno de Kazan já deveria ter sido feito há muito tempo.

### Refilmagem do Episódio Final
Em 12 de dezembro de 2023, versões preliminares dos sétimo e oitavo episódios da série vazaram na internet: eles deveriam ter sido lançados em 14 e 21 de dezembro, respectivamente. Em 15 de dezembro, o diretor e co-roteirista Zhora Kryzhovnikov e o co-roteirista Andrey Zolotaryov anunciaram que haviam decidido refilmar o oitavo e último episódio. Segundo Kryzhovnikov, por volta do terceiro episódio ele e Zolotaryov perceberam que queriam terminar a história de forma diferente; a refilmagem do episódio final estava relacionada ao desejo de torná-lo "mais legal, emocionante e mais afiado do que antes". Por sua vez, o roteirista da série Andrey Zolotaryov citou duas razões para a refilmagem: em primeiro lugar, a primeira versão das cenas foi filmada "em condições climáticas inadequadas - não havia neve no filme" (ou seja, originalmente as filmagens foram feitas em meses quentes); em segundo lugar, "existiam histórias que pensávamos que era importante fechar", então "nós reescrevemos algumas histórias individuais dentro da história". Como resultado, segundo os criadores, o sétimo episódio foi retrabalhado parcialmente, e o oitavo episódio foi regravado; os episódios finais foram lançados conforme planejado anteriormente, em 14 e 21 de dezembro, respectivamente.